# Haunted Henschel
Haunted Henschel waren eine Psychedelic-Punk-Band aus Wolfhagen.

## Geschichte
Haunted Henschel wurden 1986 von Claudius Kielholz von der Kasseler Band Sigmund Freud Experience, Till Scholze, Robert Zion und Frank Lambert gegründet.
Sie traten im In- und Ausland auf, oftmals auch als Vorgruppe von Crime and the City Solution, Nick Cave and the Bad Seeds und Einstürzende Neubauten. Bis zu ihrer endgültigen Auflösung im Jahre 1994 veröffentlichten sie drei Studioalben und mehrere Singles und waren auf diversen Compilations vertreten.

## Nachwirkungen
Brezel Göring ist Mitglied von Stereo Total. Till Scholze und Mirko Wenzel spielen als feste Mitglieder der Berliner Band King Khan and the Shrines.

## Diskografie
- 1988: Child (Black Fantasy Records)
- 1989: Black Magic Woman (Perfect Beat)
- 1990: Deep Inside Her Bathrooms (Black Fantasy Records)
- 1994: The Graceland Tapes (Runter Alle!)